# You Don't Have to Mean It
You Don't Have to Mean It är en låt skriven av Mick Jagger och Keith Richards som lanserades av The Rolling Stones på albumet Bridges to Babylon 1997. Låten är en av albumets tre låtar där Keith Richards sjunger. Mick Jagger var inte så involverad i inspelningen av den. Den går i avslappnad reggaestil och innehåller mycket bleckblås av Joe Sublett (saxofon) och Darrell Leonard (trumpet). I texten ber Richards en kvinna att få höra "de där orden" som inte specificeras närmare. Hon behöver inte ens mena vad hon säger, bara han får höra dem. Efter uppmaningen hörs vid några tillfällen en kör (Richards, Blondie Chaplin, och Bernard Fowler) sjunga i don't believe it! (jag tror inte på det!). 
Musikkritikern Robert Christgau såg låten som en av albumets höjdpunkter i sin korta recension.